# Bannwil
Bannwil ist eine politische Gemeinde im Verwaltungskreis Oberaargau des Kantons Bern in der Schweiz. Unter dem Namen Bannwil existiert auch eine Burgergemeinde. Bannwil liegt an dem Fluss Aare und ist von weiten Feldern umgeben.

## Geographie
Bannwil liegt im Oberaargau im Schweizer Mittelland am nördlichen Aareufer. Die Nachbargemeinden von Norden beginnend im Uhrzeigersinn sind Niederbipp, Schwarzhäusern, Aarwangen, Graben BE, Berken, Walliswil bei Niederbipp und Oberbipp. Bannwil ist die nördlichst gelegene Gemeinde im ehemaligen Amtsbezirk Aarwangen. Zum Gemeindegebiet gehört die unter Naturschutz stehende Insel Vogelraupfi.

Historisches Luftbild aus 3000 m von Walter Mittelholzer von 1923

## Bevölkerung
Seit einigen Jahren ist die Einwohnerzahl wieder zunehmend, im Juli 2012 konnte seit langem wieder die Grenze von 700 Einwohnern erreicht werden. Der Ausländeranteil in Bannwil beträgt ca. 6 %.

## Wirtschaft
Die Wirtschaft ist ziemlich homogen über die drei Sektoren Landwirtschaft, Gewerbe und Dienstleistungen verteilt.

### Verkehr
Bannwil hat eine Bahnstation der Aare Seeland mobil (ASm), an der Bahnstrecke der ehemaligen Langenthal-Jura-Bahn.
- Bannwil–Langenthal; mit Anschluss nach Bern/Zürich
- Bannwil–Niederbipp–Oensingen-Solothurn; mit Anschluss nach Bern/Zürich

Der Autobahnanschluss Niederbipp an der A1 ist etwa drei Autominuten von Bannwil entfernt.

## Sehenswürdigkeiten

### Kirche von Bannwil
Wann das Christentum in Bannwil Eingang gefunden hat, ist nicht bekannt. Da die Kirche «Maria und Erzengel Michael» geweiht war, vermutet man, dass sie etwa zwischen dem fünften und achten Jahrhundert erbaut wurde. Die erste, hölzerne Kirche ist wahrscheinlich einmal abgebrannt, denn unter dem heutigen Kirchenboden befindet sich eine ca. 20 cm dicke Brandschicht. Wann der Grundstein zur heutigen Kirche gelegt wurde, ist nicht bekannt; man kann lediglich sagen, dass die Kirche mehr als 700 Jahre alt ist, da in den Urkunden nie von einem Neubau, sondern nur von Renovationen die Rede war. Die erste Erwähnung steht in einer päpstlichen Steuerrechnung aus den Jahren 1302–1304.

### Grösster Findling im Berner Mittelland
Der Findling rutschte im Juli 1971 aus seiner ursprünglichen Lage im Findlingshorizont, wobei die Anwohner vorerst ein Erdbeben verspürt zu haben glaubten. In der Tat war die Ursache ein Gesteinsblock von ganz ungewöhnlichen Ausmassen. Die Länge des schiffähnlichen Kolosses beträgt 15 Meter, eingerechnet der bugartige Vorbau von 2 Metern, die Breite 5,6–7 Meter, die Höhe gegen 4 Meter. So resultiert ein Volumen von 330 m³. Es dürfte sich um den grössten Erratiker des Berner Mittellandes handeln.

### Rhonegletscher
Der gewaltig entwickelte Rhonegletscher teilt sich beim Ausgang aus den Alpen im Genferseeraum, der südliche Eisarm floss weiter rhoneabwärts, der nördliche ins Mittelland. Dieser nahm auch den Aaregletscher auf. Der Gletscher reichte gerade bis in das Gebiet um Bannwil und lagerte im Bereich von Solothurn – Wiedlisbach – Wangen – Oberbipp – Bannwil – Bützberg – Thunstetten – Riedtwil eine ganze Reihe von Moränen ab.

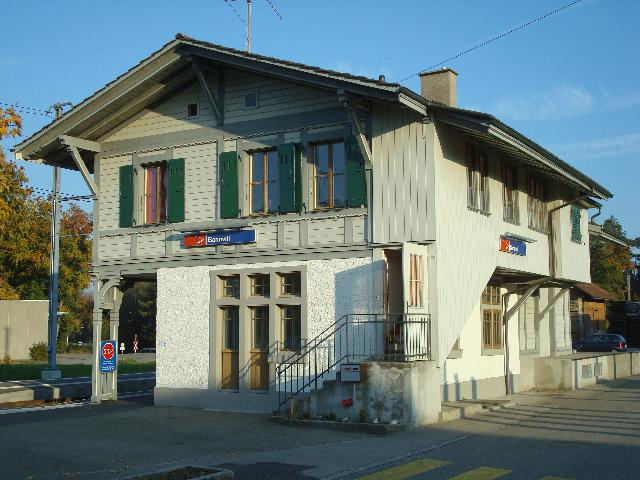
Der Bahnhof Bannwil
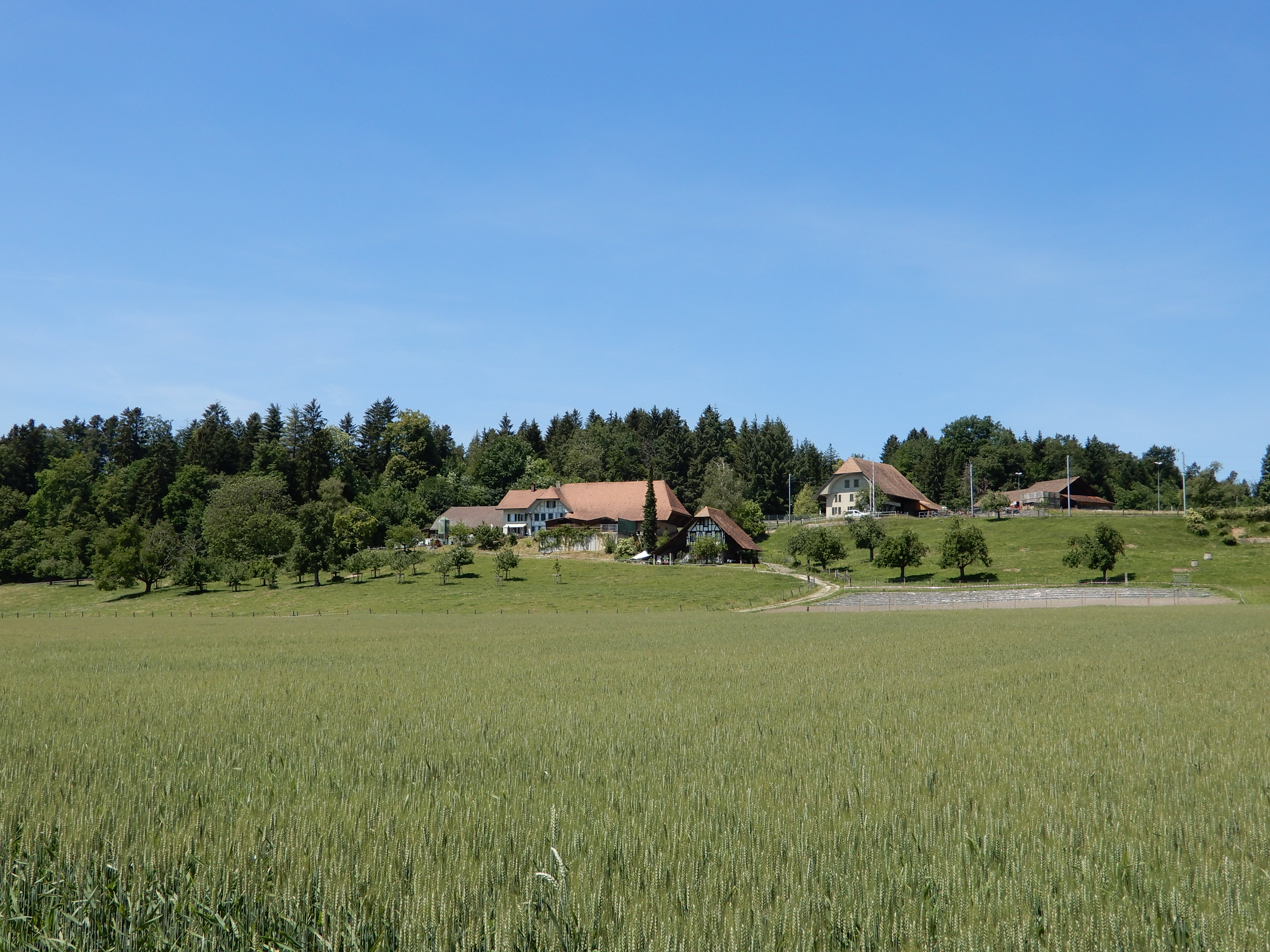
Der zu Bannwil gehörende Weiler Kleben nahe Aarwangen
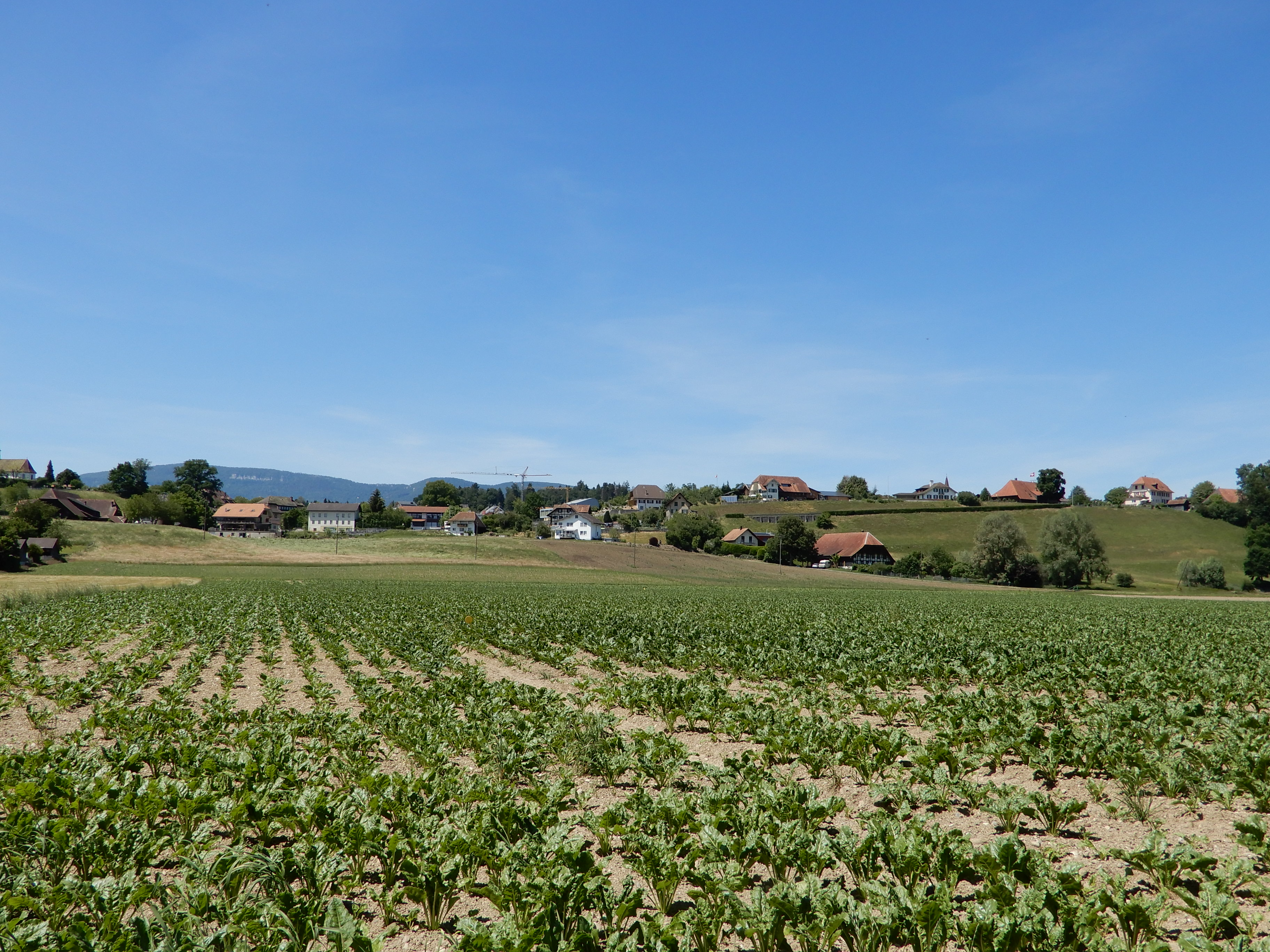
Der untere Dorfteil von Bannwil vom Aareufer

## Persönlichkeiten
- Hans Hofer (1913–1997), Agraringenieur und Politiker, Nationalrat